# Lukovica (gmina Svilajnac)
Lukovica (cyr. Луковица) – wieś w Serbii, w okręgu pomorawskim, w gminie Svilajnac. W 2011 roku liczyła 704 mieszkańców.